# Klas Ingesson
Klas Ingesson (Ödeshög, Provincia de Östergötland, Suecia, 20 de agosto de 1968-ibídem, 29 de octubre de 2014) fue un futbolista sueco. Se desempeñaba en la posición de centrocampista.
Falleció el 29 de octubre de 2014, luego de ardua lucha, de un cáncer de mieloma múltiple a los 46 años.

## Clubes
Ingesson jugó en varios equipos de Europa como el I. F. K. Göteborg de Suecia, R. K. V. Malinas de Bélgica, P. S. V. Eindhoven de Holanda, Sheffield Wednesday de Inglaterra, A. S. Bari, Bologna F. C. de Italia, Olympique de Marsella de Francia, terminando su carrera en el U. S. Lecce de Italia. 
Por su poderío físico y su entrega fue apodado "El Guerrero".

## Selección nacional
Fue internacional con la selección de fútbol de Suecia en 57 ocasiones y marcó 13 goles. Jugo dos Mundiales en Italia 1990 donde Suecia no paso de fase de grupos y Estados Unidos 1994, donde fue unos de los pilares de la gran actuación sueca, al lograr el tercer puesto.

### Participaciones en Copas del Mundo
| Mundial                        | Sede           | Resultado    |
| ------------------------------ | -------------- | ------------ |
| Copa Mundial de Fútbol de 1990 | Italia         | Primera fase |
| Copa Mundial de Fútbol de 1994 | Estados Unidos | Semifinal    |

### Participaciones en Eurocopa
| Eurocopa      | Sede   | Resultado |
| ------------- | ------ | --------- |
| Eurocopa 1992 | Suecia | Semifinal |

## Clubes

### Como futbolista
| Club                  | País         | Año       |
| --------------------- | ------------ | --------- |
| I. F. K. Göteborg     | Suecia       | 1986-1990 |
| R. K. V. Malinas      | Bélgica      | 1990-1993 |
| P. S. V. Eindhoven    | Países Bajos | 1993-1994 |
| Sheffield Wednesday   | Inglaterra   | 1994-1995 |
| A. S. Bari            | Italia       | 1995-1998 |
| Bologna F. C.         | Italia       | 1998-2000 |
| Olympique de Marsella | Francia      | 2000-2001 |
| U. S. Lecce           | Italia       | 2001      |

### Como entrenador
| Club        | País   | Año       |
| ----------- | ------ | --------- |
| IF Elfsborg | Suecia | 2013-2014 |

## Palmarés

### Campeonatos nacionales
| Título      | Club              | País   | Año  |
| ----------- | ----------------- | ------ | ---- |
| Allsvenskan | I. F. K. Göteborg | Suecia | 1987 |
| Allsvenskan | I. F. K. Göteborg | Suecia | 1990 |

### Copas internacionales
| Título          | Club              | País   | Año     |
| --------------- | ----------------- | ------ | ------- |
| Copa de la UEFA | I. F. K. Göteborg | Suecia | 1986-87 |
| Copa Intertoto  | Bologna F. C.     | Italia | 1998    |